# Édouard Perrin
Pour les articles homonymes, voir Perrin.
Édouard Jean-Pierre Marie Sylvain Perrin (Lyon, 24 février 1852 - Paris, 28 février 1926), est un officier de marine et scientifique français.

## Biographie
Fils d'un notaire, il entre à l'École navale en octobre 1869 et en sort aspirant de 1re classe en octobre 1872. Il sort alors sur le Louis XIV puis sur le vaisseau-école des canonniers Alexandre (en) (1873). En juin 1873, il passe à la division d'Extrême-Orient sur le Decrès et prend part aux opérations du Tonkin avec Francis Garnier.
Enseigne de vaisseau (avril 1875), il sert à terre à Toulon et publie des Tables de calculs nautiques. En 1877, il est transféré sur le Kléber à Toulon et édite des Nouvelles méthodes de navigation.
Élève à l’École des défenses sous-marines de Rochefort (1878), dont il est breveté torpilleur, il embarque en Méditerranée sur L’Éclaireur puis passe dans l'Atlantique Sud et en Patagonie sur le Talisman. Promu lieutenant de vaisseau (août 1881), second du Talisman, il participe à la mission scientifique chargée de l'observation en Argentine du passage de Vénus sur le Soleil et est remercié pour cela par l'Académie des sciences.
En 1882, il sert sur la Tactique et publie Occultations des étoiles par la lune. Sur le cuirassé La Galissonnière à l'escadre des mers de Chine et du Japon, il devient officier torpilleur et secrétaire militaire de l'amiral Lespès et participe à toute la campagne de Chine. Il se fait remarquer lors du bombardement de Keelung, ainsi qu'au débarquement de Tamsui et aux combats de la rivière Min.
En parallèle, il continue ses études scientifiques et publie en 1885 un travail sur La Détermination du point par les hauteurs circumzénithales correspondantes. Il effectue une nouvelle campagne en Indochine sur le Tonkin et doit alors lutter contre une épidémie de choléra à bord. En février 1887, il est envoyé à l'observatoire de Montsouris.
Officier adjoint à la défense mobile de Toulon (mai 1888), commandant de l'aviso Actif à la station d'Algérie (1889-1891), il passe en 1891 sur le Mytho au Tonkin puis devient second du croiseur cuirassé Desaix en Méditerranée.
En 1892, il commande le torpilleur Coureur puis sert en tant qu'aide de camp de l'amiral Rieunier puis, en 1893, de l'amiral Gervais. Capitaine de frégate (septembre 1894), il suit Gervais sur le Richelieu dans les mêmes fonctions puis sur le Brennus.
Chef de la 3e section de l’État-major général (octobre 1896-août 1898), il commande ensuite le croiseur Galilée en escadre de Méditerranée. Premier aide de camp de Gervais lors des grandes manœuvres de 1900 et de 1901 sur le Bouvet, il est promu capitaine de vaisseau en octobre 1900 et commande à l’État-major général, la 1re section de juillet 1900 à juin 1901 puis la 2e section, de juin 1901 à juin 1902.
Commandant du cuirassé Carnot en Méditerranée, il commande le Borda et l’École navale en septembre 1905. Contre-amiral (août 1907), aux commandes de la division navale d'Extrême-Orient avec pavillon sur le D'Entrecasteaux (novembre 1907), il dirige l'École supérieure de marine en décembre 1910 et est promu vice-amiral en février 1913.
Directeur militaire du Service des travaux, il devient en octobre 1913, préfet maritime de Lorient et prend sa retraite en mars 1916.

## Récompenses et distinctions
- Chevalier (28 décembre 1884), Officier (12 juillet 1898) puis Commandeur de la Légion d'Honneur (11 juillet 1912).
- Officier d'académie (1900).